# جوني غارسيا
جوني غارسيا (بالإسبانية: Johnny García)‏ (19 يوليو 1978 بغوادالاخارا في المكسيك - ) هو لاعب كرة قدم مكسيكي في مركز الدفاع. لعب مع سانتوس لاغونا ونادي تشياباس ونادي شيفاز يو إس أي ونادي غوادالاخارا ونادي وأكاديمية غوادالاخارا للاحتياطيين ‏.

## وصلات خارجية
- جوني غارسيا على موقع قاعدة بيانات كرة القدم.إي يو (الإنجليزية)